# Grand River
För andra betydelser, se Grand River (olika betydelser).

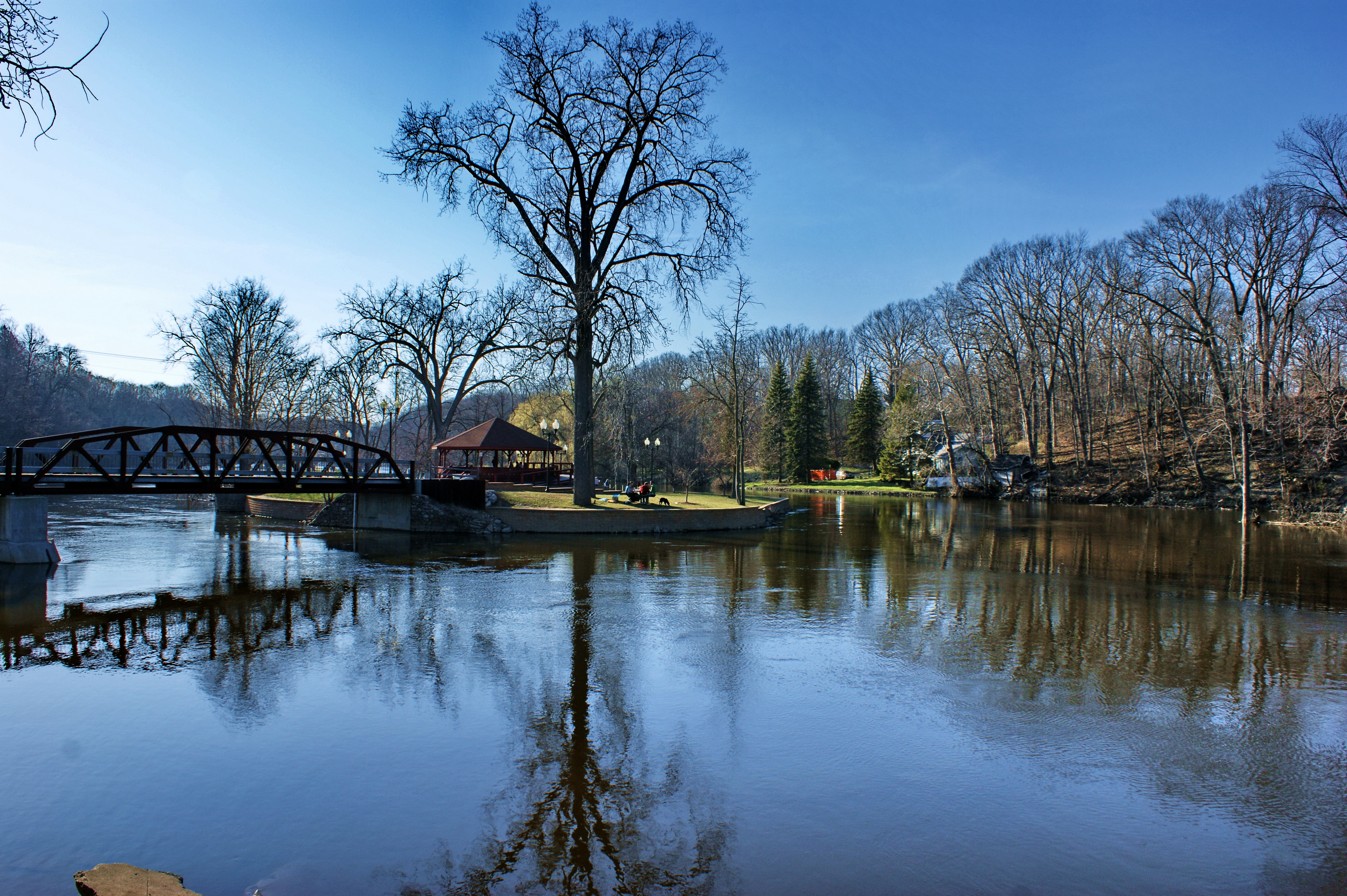
Grand River i Grand Ledge.

Grand River är en flod i mellersta delen av Michigan, USA. Grand River mynnar i Michigansjön vid Grand Haven. Den är segelbar upp till Grand Rapids.